# 特斯梅尼察區

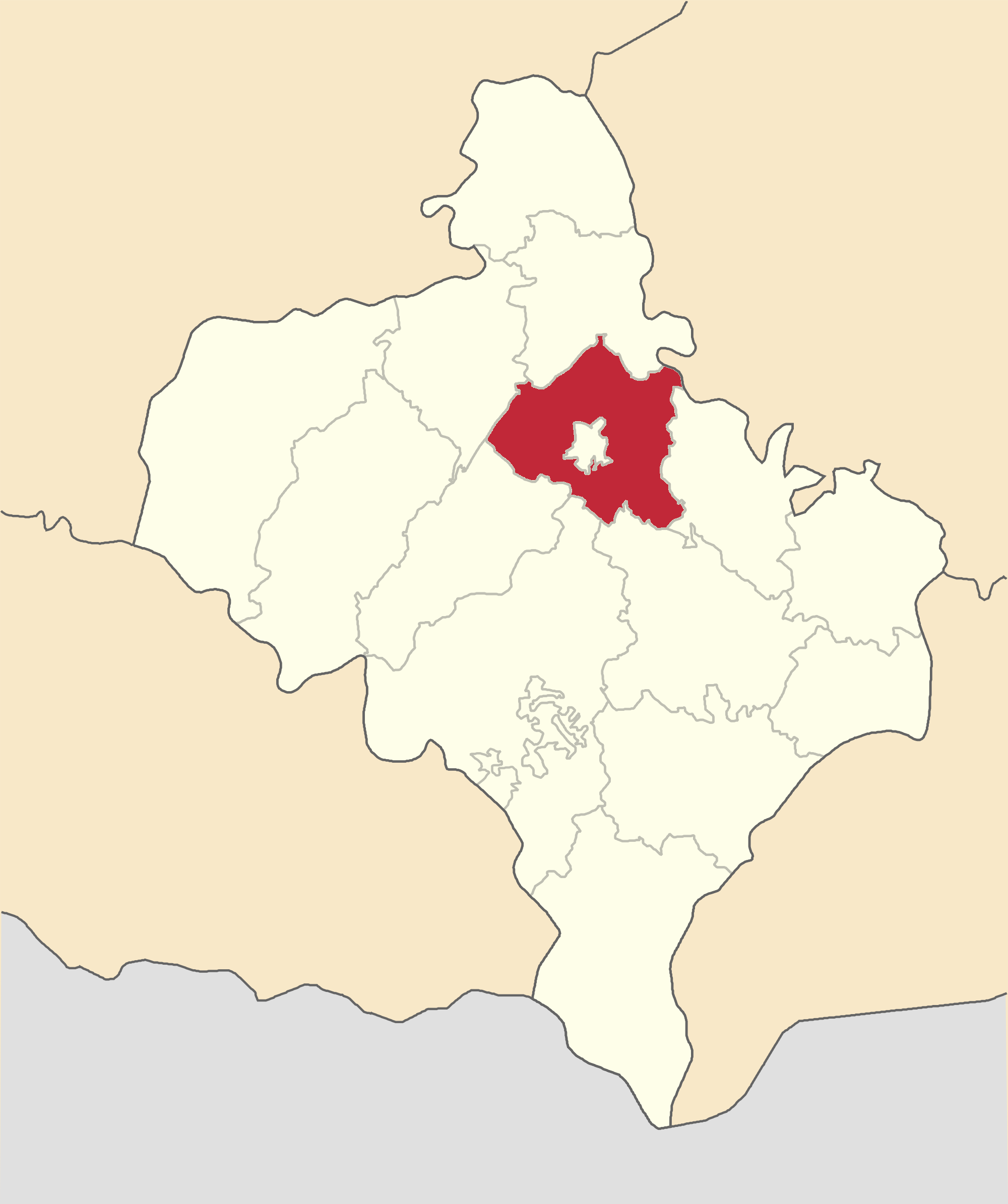
特斯梅尼察區在伊萬諾-弗蘭科夫斯克州的位置

特斯梅尼察區（烏克蘭語：Тисменицький район），曾是烏克蘭西部伊萬諾-弗蘭科夫斯克州的一個區，行政中心設於特斯梅尼察，面積736平方公里，2013年人口83,373，人口密度每平方公里110人。
该区在2020年乌克兰行政区划改革中撤销，其范围并入伊万诺-弗兰科夫斯克区。